# Китаев, Степан Михайлович
Китаев Степан Михайлович (около 1770 — после 1827) — офицер Российского императорского флота, участник русско-шведской войны 1788—1790 годов, Гогландского, Эландского и Выборгского сражений, Отечественной войны 1812 года и войны с Францией 1813—1814 годов, участвовал в осаде Данцига. Георгиевский кавалер. Капитан 1 ранга, разжалован в матросы.

## Биография
1 марта 1783 года поступил кадетом в Морской корпус. 1 января 1787 года произведён в гардемарины. Корабельную практику проходил на Балтийском море.

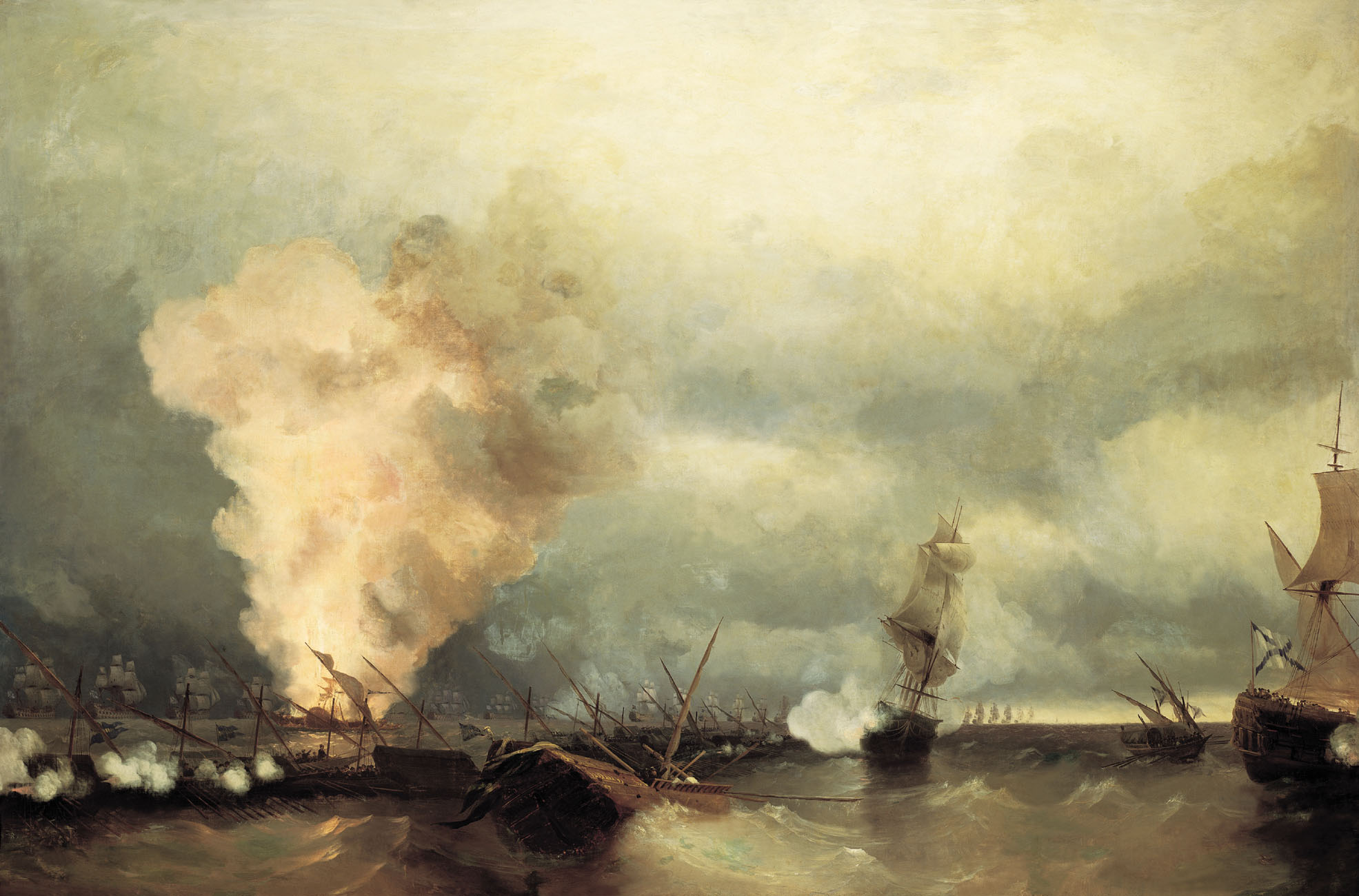
И. К. Айвазовский. Морское сражение при Выборге. 1846.

Участник русско-шведской войны 1788—1790 годов. 6 июля 1788 года на 74-пушечном корабле «Всеслав» участвовал в Гогландском сражении. 1 января 1789 года, после окончания Морского корпуса, произведён в мичманы. Назначен на 66-пушечный корабль «Святослав», на котором крейсировал вместе с флотом в Балтийском море и участвовал 15 июля 1789 года в Эландском сражении. В 1790 году был переведён в гребной флот, на фрегате «Осторожный» 22 июня участвовал в Выборгском морском сражении.
1 января 1791 года произведён в лейтенанты. В эскадре контр-адмирала маркиза де-Траверзе, плавал между Кронштадтом и Роченсальмом. В 1792 году на 74-пушечном корабле «Борис» в эскадре контр-адмирала П. И. Ханыкова, перешёл из Архангельска в Кронштадт. В 1793 году был в плавании в Финском заливе. В 1794 году командовал транспортным судном «Меркурий», плавал между Кронштадтом, Роченсальмом, Ригой и Мемелем. В 1795—1799 годах был командирован в Сайменскую флотилию, находился в Вильманстранде при промере озера Саймы. В 1799 году командовал 12-пушечным корветом «Ловкий» (переоборудован из кайки «Ловкая»), занимал брандвахтенный пост на Роченсальмском рейде.
В 1800 году командовал 6-пушечным катером «Непобедимый», занимал пост брандвахты у Фридрихсгама. В 1801 году командуя тем же катером, находился в составе кронштадтской эскадры для обороны порта на кронштадтском северном фарватере, после чего, командуя военным транспортом «Анна Mаргарита», перешел из Кронштадта в Роченсальм. В 1802—1803 годах командовал тем же транспортом, плавал между Кронштадтом, Ревелем, Ригой и Роченсальмом.
В 1804 году назначен командиром 4-пушечного галетом «Чепура», занимая брандвахтенный пост у Роченсальма. 3 июня того же года произведён в капитан-лейтенанты. В 1805 году на 10-пушечном корабле «Гавриил» был в плавании в Балтийском море до Копенгагена. В 1806—1807 годах в должности советника казначейства находился при кронштадтском порте. В 1808 году командуя 40-пушечным фрегатом «Эммануил», занимал брандвахтенный пост на кронштадтском рейде. 26 ноября 1809 года «за совершение 18 кампаний в офицерских чинах» награждён орденом Святого Георгия 4 класса.
В 1809—1810 годах командовал 44-пушечным фрегатом «Тихвинская Богородица» на кронштадтском северном фарватере. В 1811 году назначен командиром 32-пушечным гемамом «Петергоф», находился на кронштадтском рейде. 12 декабря того же года произведён в капитаны 2 ранга. В 1812—1813 годах командовал бомбардирским судном «Бобр», перешёл из Кронштадта к Роченсальму, откуда плавал к Данцигу и участвовал при блокаде этой крепости. Награждён орденом Святой Анны. В 1817 году был командирован в Архангельск. В 1818—1819 годах находился при кронштадтском порте. 19 февраля 1820 года произведён в капитаны 1 ранга. Находился при петербургском порте. В 1821—1823 годах командовал 74-пушечным кораблём «Арсис», крейсировал в Балтийском море. В 1824 году принял в командование 74-пушечный корабль «Князь Владимир», крейсировал в том же море.
В 1825 году отдан под суд за противозаконные поступки (участие в восстании декабристов на Сенатской площади 14 декабря 1825 года). 11 октября 1827 года по суду лишён наград и разжалован в матросы.

## Семья
Китаев Степан Михайлович был женат на Екатерине Тимофеевне (рожд. 1786), дочери офицера, участника войны с Турцией 1770 года, заседателя Солигаличского уездного суда Тимофея Михайловича Полозова. Екатерина Тимофеевна была тетей адмирала, исследователя Дальнего Востока, основателя города Николаевска-на-Амуре Г. И. Невельского.
В семье С. М. Китаева было два сына, ставшие военными моряками.
- сын — Егор, участник блокады Дарданелл в 1829—1830 гг., в Крымскую войну 1854—1855 гг. служил в Дунайской флотилии[9].
- сын — Константин, в Крымскую войну 1854—1855 гг. участвовал в обороне Кронштадта[10].

Жили Китаевы в сорока вёрстах от деревни Дракино близ Солигалича, Костромской губернии.